# 罗卡梅纳
罗卡梅纳（義大利語：Roccamena），是意大利西西里大区巴勒莫广域市的一个市镇。总面积33平方公里，人口1610人，人口密度48.8人/平方公里（2009年）。ISTAT代码为082061。